# 北什羅普郡 (英國國會選區)
北什羅普郡（英語：North Shropshire），英國國會一郡選區，位於英格蘭什羅普郡北部，包括昔日什羅普郡北和奧斯沃斯特里區全部。
本區創設於1832年，1885年撤銷前應選兩席，1983年恢復。自1835年以來一直支持保守黨。自1997年起，保守黨的彭德森（Owen Paterson）一直連任。2021年12月16日，保守黨候選人夏斯特里-赫斯特（Neil Shastri-Hurst）在一場補選中敗予自由民主黨參選人海倫·摩根（Helen Morgan），使保守黨於本區失去其已擁有近200年的議席。